# 乙
乙 (second, dernier) est un kanji composé de 1 trait et fondé sur 乙. Il fait partie des jōyō kanji.
Il se lit オツ (otsu) en lecture on et きのと (kinoto) ou おと (oto) en lecture kun.
Son caractère Unicode est 4E59.